# (830) Petropolitana
(830) Petropolitana es un asteroide perteneciente al cinturón exterior de asteroides descubierto en 1916 por Grigori Nikoláievich Neúimin.

## Descubrimiento y denominación
Petropolitana fue descubierto por Grigori Neúimin el 25 de agosto de 1916 desde el observatorio de Simeiz, en Crimea, e independientemente por Max Wolf el 3 de septiembre del mismo año desde el observatorio de Heidelberg-Königstuhl, Alemania. Se designó inicialmente como 1916 ZZ y, posteriormente, se nombró por la ciudad de San Petersburgo.

## Características orbitales
Petropolitana orbita a una distancia media del Sol de 3,211 ua, pudiendo alejarse hasta 3,409 ua. Su inclinación orbital es 3,817° y la excentricidad 0,06164. Emplea en completar una órbita alrededor del Sol 2102 días.

## Características físicas
La magnitud absoluta de Petropolitana es 9,1. Tiene un diámetro de 41,22 km y un periodo de rotación de 39 horas. Su albedo se estima en 0,2382.